# Fine! (ラジオ番組)
『Fine!』（ファイン）は、2012年4月2日からエフエム沖縄（FM沖縄）で平日 7:30 - 10:30に放送している朝の生ワイド番組。

## 概要
2012年3月まで同時間帯に放送していた『FMモーニングビュー』と『Hello Good Day』を統合する形で始まった大型情報番組である。出演者は末期の『FMモーニングビュー』でペアを組んでいた大城勝太が続投している。7時台・8時台は『FMモーニングビュー』のコーナーをほぼそのまま継承している。終了時刻は9時から10時30分に変更されている。
パーソナリティは番組開始当初は3名体制だったが、幾度かの交代を経て、現在は6名体制となっている。（月・火曜：大城勝太、渡辺梢、水・木曜：堀家盛司、宮城麻里子、金曜：デビッド・シェーン、松田淳奈）
水曜〜金曜版の番組には愛称が付されている。水曜「Fine! Animal Wednesday」、木曜「Fine! Sexy Thursday」、金曜「TGIFriday Fine!」。

## パーソナリティ
- 大城勝太（月・火担当）- FMモーニングビューより続投[4]。
- 堀家盛司（水・木担当、2018年4月4日～）
- デビッド・シェーン（金担当、2013年4月5日～）[5]
- 宮城麻里子（水・木担当、2018年1月3日～）
- 松田淳奈（金担当、2016年10月3日～[6]）
- 渡辺梢（月・火担当、2024年7月1日[7]～）

| 期間                   | 男性     | 男性     | 男性                   | 男性               | 女性       | 女性     | 女性       | 女性       |
| 期間                   | 月・火   | 水       | 木                     | 金                 | 月         | 火       | 水・木     | 金         |
| ---------------------- | -------- | -------- | ---------------------- | ------------------ | ---------- | -------- | ---------- | ---------- |
| 2012.4.2 - 2013.3.29   | 大城勝太 | 大城勝太 | 大城勝太               | 大城勝太           | 松田礼那   | 松田礼那 | 高英子     | 高英子     |
| 2013.4.1 - 2013.9.27   | 大城勝太 | 大城勝太 | ジュン・パンギリーナン | デビッド・シェーン | 松田礼那   | 松田礼那 | 高英子     | 高英子     |
| 2013.9.30 - 2016.9.30  | 大城勝太 | 大城勝太 | 大城勝太               | デビッド・シェーン | 松田礼那   | 松田礼那 | 高英子     | 高英子     |
| 2016.10.2 - 2017.12.29 | 大城勝太 | 大城勝太 | 大城勝太               | デビッド・シェーン | 松田礼那   | 松田礼那 | 西田朱里   | 松田淳奈   |
| 2018.1.1 - 2018.3.30   | 大城勝太 | 河村陽介 | 河村陽介               | デビッド・シェーン | 松田礼那   | 松田礼那 | 宮城麻里子 | 松田淳奈   |
| 2018.4.2 - 2018.7.27   | 大城勝太 | 堀家盛司 | 堀家盛司               | デビッド・シェーン | 松田礼那   | 松田礼那 | 宮城麻里子 | 松田淳奈   |
| 2018.7.30 - 2018.11.30 | 大城勝太 | 堀家盛司 | 堀家盛司               | デビッド・シェーン | 松田礼那   | 松田礼那 | 宮城麻里子 | 宮城麻里子 |
| 2018.12.3 - 2020.1.3   | 大城勝太 | 堀家盛司 | 堀家盛司               | デビッド・シェーン | 松田礼那   | 松田礼那 | 宮城麻里子 | 松田淳奈   |
| 2020.1.6 - 2020.9.25   | 大城勝太 | 堀家盛司 | 堀家盛司               | デビッド・シェーン | 大湾瑠     | 大湾瑠   | 宮城麻里子 | 松田淳奈   |
| 2020.9.28 - 2021.1.29  | 大城勝太 | 堀家盛司 | 堀家盛司               | デビッド・シェーン | 大湾瑠     | 大湾瑠   | 宮城麻里子 | 石垣まさ子 |
| 2021.2.1 - 2024.5.31   | 大城勝太 | 堀家盛司 | 堀家盛司               | デビッド・シェーン | 大湾瑠     | 大湾瑠   | 宮城麻里子 | 松田淳奈   |
| 2024.6.3 - 2024.6.28   | 大城勝太 | 堀家盛司 | 堀家盛司               | デビッド・シェーン | 宮城麻里子 | 松田淳奈 | 宮城麻里子 | 松田淳奈   |
| 2024.7.1 -             | 大城勝太 | 堀家盛司 | 堀家盛司               | デビッド・シェーン | 渡辺梢     | 渡辺梢   | 宮城麻里子 | 松田淳奈   |

### 過去
- 河村陽介（水・木担当、2018年1月3日～2018年3月29日）
- ジュン・パンギリーナン（木担当、2013年4月4日～2013年9月26日）
- 高英子（水・木・金担当、2012年4月4日～2016年9月30日）- 現在は『沖縄中央病院 こころのかけ橋』に出演。
- 西田朱里（水・木担当、2016年10月3日～2017年12月29日）
- 松田礼那（月・火担当、2012年4月2日～2019年12月31日）
- 石垣まさ子（金担当、2020年10月2日～2021年1月29日）
- 大湾瑠（月・火担当、2020年1月6日～2024年5月28日）

## コーナー出演
- 又吉未乃（サントリー オールフリー モーニングウォッチ、月担当）
- 三上恵（サントリー オールフリー  モーニングウォッチ、水担当）
- 下地久美子（桜坂劇場シネマインフォメーション）
- ゆうりきや〜[8]（わった～バストークSHOW）

### 過去の出演者
- 阿花ゆきの（Fine! モーニングウォッチ、木・金担当）
- 紀々（月刊ラジオで哲楽さびら！）
- 田中真理子（Fine! モーニングウォッチ、月・火・水担当）
- 田中美幸（琉球ハートプロジェクト）
- 高良倉吉（高良倉吉の沖縄歴史散歩）
- 玉井修（メディカルトピックス→Let's健康おきなわ21）
- 上江洲安亨（風に吹かれて首里城巡り）
- 榮慶子（スターシアターズシネマインフォメーション）
- 山川厚子（てんぶす只今発信中）
- 町田亜希（Fine! モーニングウォッチ、水担当）
- 小渡春梨（Fine! モーニングウォッチ、月・火担当）
- 田場千珠（サントリー オールフリー  モーニングウォッチ、金担当）
- 山川古都乃（サントリー オールフリー  モーニングウォッチ、火・木担当）

## タイムテーブル
- 07:30 7時台オープニング、今日の天気
- 07:35 Traffic Information [9]
- 07:37 おきでん朝刊からニュース
- 07:43 わった〜バストークSHOW（月）、ミールトレーニングダイアリー（火）、海外からの話題（金）
- 07:55 ニュース
- 08:00 SUZUKI TODAY'S KEY NUMBER（TFM制作「ONE MORNING」の一コーナー）
- 08:09 今日のスポーツ（TFM制作「ONE MORNING」の一コーナー）
- 08:10 NEW TREND ONE（TFM制作「ONE MORNING」の一コーナー）
- 08:20 8時台オープニング
- 08:23 スポーツ&バラエティ
- 08:29 日本赤十字社 移動献血車情報
- 08:36 Traffic Information [9]/ Weather Report
- 08:44 はたLabo～働く人のこころ研究所～（月）、猫に学ぶビジネス哲学（水）、朝刊見出しToday's Choice（火、木 - 金）
- 09:00 9時台オープニング、今日の天気
- 09:30 Fine! Headline News（月 - 木）
- 09:43 シネマインフォメーション(桜坂劇場)（木）、シネマインフォメーション(スターシアターズ)（金）
- 09:50 Pasaporte
- 09:55 Words Of Wisdom-ときめく、言葉-
- 10:00 10時台オープニング
- 10:01 Fine!モーニングウォッチ
- 10:08 インテリジェンス・デス（金）
- 10:18 うらびの歩き方（火）、Fane!（木）、I'm too Sexy Road to Happy Island（金）

## 主なコーナー
前身のHello Good DayやFMモーニングビューから継承したコーナーが多い。
- おきでん朝刊からニュース/朝刊見出しToday's Choice
琉球新報・沖縄タイムスの朝刊からニュースをピックアップして伝える。新聞休刊日の場合は共同通信が配信しているニュースや琉球新報・沖縄タイムスの電子版の記事を伝えることもある。[10]
- わった～バストークSHOW（火曜→月曜）
月曜日のみのコーナー。わった～バス党の活動について伝える。
- スポーツ&バラエティ
スポーツニュース。県内のスポーツニュースも豊富に取り上げている。
- はたLabo～働く人のこころ研究所（月曜）
産業カウンセラーでキャリアコンサルタントでもある大城勝太が「あなたの働くを楽しくするためのヒント」を伝える。
- 猫に学ぶビジネス哲学（水曜）
経営コンサルタントの堀家盛司が愛猫のにゃぶろうとの日常からビジネス哲学を紐解く。
- Fine! モーニングウォッチ
ラジオカーレポート。Hello Good Dayからコーナー名を継承している。スポンサーがつくことがあり、その際はコーナー名がそれぞれ「新垣ちんすこう モーニングウォッチ」(2014年1月頃)、「マーサンミッシェル モーニングウォッチ」(2015年度)、「サントリー オールフリー モーニングウォッチ」(2020年度)となっていたことがある。
- 麻里子の部屋（水曜）
洋楽の意外な歌詞の内容を宮城麻里子が朗読・解説する。
- Fane!（木曜）
宮城麻里子がリスナーの小さなお悩みに次々と回答する。
- I'm too Sexy Road to Happy Island（金曜）
デビッド・シェーンが英語の格言を紹介する。
- アウトメール（金曜） 
「午前中の放送では読めない」ようなネタメール投稿者のラジオネームをデビッド・シェーンが読み上げるコーナー。 ごく稀に「番組のコンプラ委員長」として、番組プロデューサー兼不定期金曜アシスタントディレクターとしてメールの仕分けを担当する大城勝太がスタジオに入り、メールの内容について3人で論評をする。

### 不定期コーナー
- メディエイターラジオショッピング
月1回
- 今週のパワープレイ
今週のお勧めの一曲をオンエアする。FM沖縄の他番組と異なり、毎日オンエアされる時間帯は異なる他、パワープレイが行われない週も多い。
- コンピューター・ヒストリー
IT企業の経営者でもあるデビッド・シェーンがコンピューターの歴史を紐解く。大型連休などによるラジオショッピング休止の際に行われる。

### 過去のコーナー
- ひやみかちマチグヮー（月曜）
- Let's健康おきなわ21（火曜）
- 再発見！島ヤサイ（火曜、2014年10月～11月25日）
- 琉球ハートプロジェクト（水曜）
- 高良倉吉の沖縄歴史散歩（金曜、～2013年3月）
- 比屋根さつきのぴたっと保険相談室（水曜、2014年1月1日～6月25日）
- ビジネスブレイク（月曜、放送開始～2014年9月29日）
月曜日のみのコーナー。ビジネスのヒント、キャリアアップの気付きを知らせる。このコーナーを放送するため月曜日は朝刊見出しToday's Choiceは休止となる。
- カフェブレイク（月曜）
ビジネスブレイクに替わるコーナー。このコーナーを放送するため月曜日は朝刊見出しToday's Choiceは休止となる。
毎月前半(第1・第2月曜日)…ラジオで哲楽さびら！（従来は月1回・毎月第一月曜に放送されていた哲楽のコーナー）
毎月後半(第3・第4月曜日)…夢をかなえる片付け術
- モトエ沖縄販売でんき予報（毎日）
- 風に吹かれて首里城巡り（木曜）
- メディカルトピックス（火曜）
- 午前10時のチョコっとお茶会（水曜）
- 風に吹かれて首里城巡り（木曜）
Hello Good Dayから継承。首里城公園のイベント情報などを伝える。毎月最終週の放送ではリスナーからの疑問に回答する。
- Finer（火曜）
- 聴けば聴くほど（火曜）
- 教えて！臓器移植とグリーンリボン（月曜）
- てんぶす只今発信中（水曜）

### 期間限定コーナー
- 松田礼那のぐるーっと沖縄チャレンジレポート（2013年3月25日～3月29日）
沖縄県ユースホステル協会が主催している「子ども沖縄本島一周チャレンジ」についてのレポートを伝える。
- MAZDA presents Be a driver, Be a listener.（2013年9月2日～9月27日）
- ニッキーのぐるーっと沖縄チャレンジレポート（2014年3月25日～3月31日）
- 今日のUVインデックス情報 supported by トランジションズ（2013年、2014年夏季）